# Nonnie May Stewart

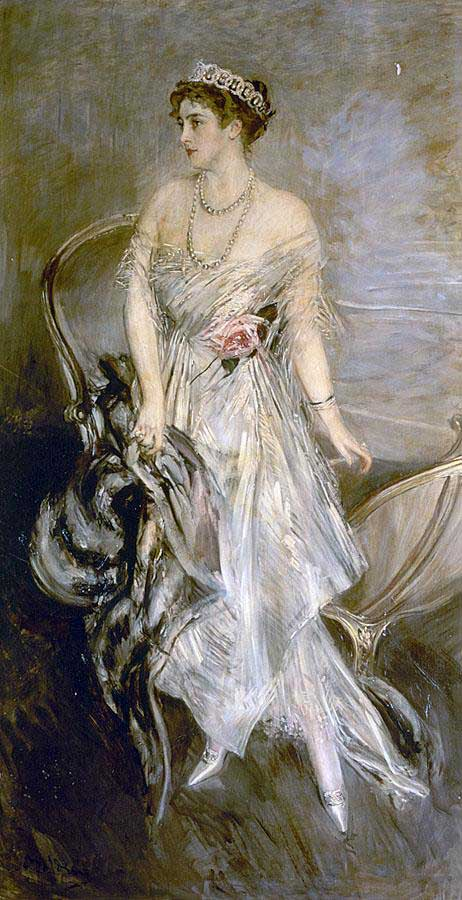
Nonnie May Stewart, prinses Anastasia van Griekenland, op een schilderij van Giovanni Boldini

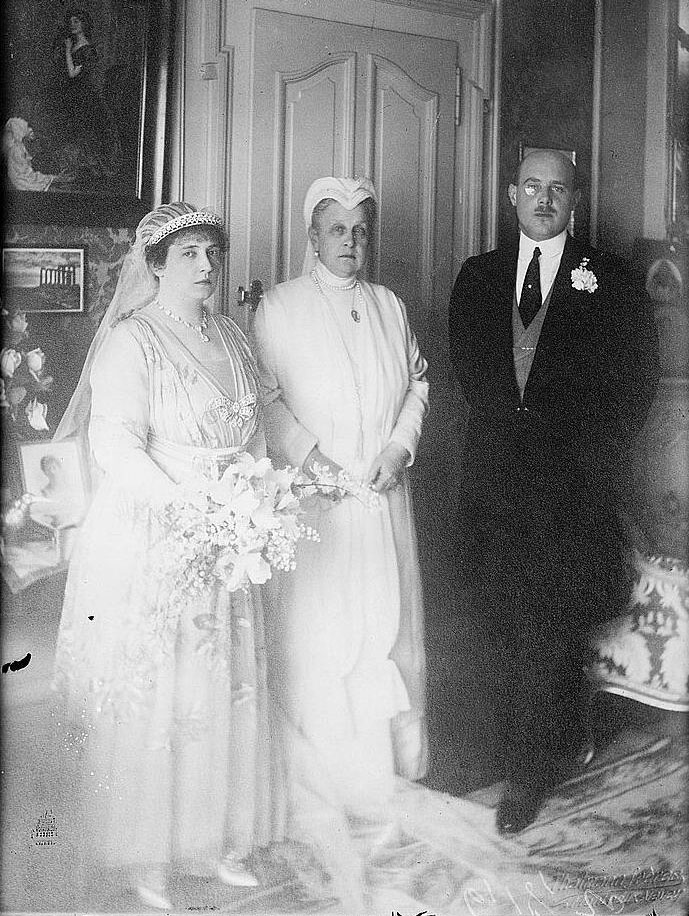
Van links naar rechts: prinses Anastasia, koningin-weduwe Olga en prins Christoffel

Nonnie May Stewart (Cleveland, 20 januari 1878 – Londen, 29 augustus 1923) was een Amerikaanse vrouw, die door haar derde huwelijk - met prins Christoffel van Griekenland - lid werd van de Europese adel. Zij was een dochter van de welgestelde fabrikant William Charles Stewart en diens echtgenote Mary Holden. Zij was vier jaar getrouwd met George Harry Worthington. Dit huwelijk eindigde in een scheiding. Nonnie May hertrouwde hierop met de multimiljonair William Bateman Leeds. Nadat deze in 1908 overleed, erfde Nonnie zijn vermogen en vertrok met die middelen naar Europa. 
In Biarritz maakte ze kennis met prins Christoffel. Het was liefde op het eerste gezicht, maar – gelet op haar niet-adellijke afkomst – liet het huwelijk even op zich wachten. Bezwaren die aan de kant van de Griekse koninklijke familie bestonden, wogen uiteindelijk niet op tegen het niet onaanzienlijke vermogen dat Nonnie inbracht in het tamelijk arme Griekse koningshuis. In de jaren twintig – toen de Griekse koninklijke familie in ballingschap leefde – verschafte zij de familie grotendeels de middelen om van te leven. Nonnie May kreeg na haar huwelijk de naam Anastasia van Griekenland en Denemarken. 
Het gelukkige huwelijk bleef kinderloos. Prinses Anastasia overleed in 1923 aan de gevolgen van kanker. Prins Christoffel zou zes jaar later hertrouwen met Françoise de Guise. 